# هوراسيو إليزوندو
هوراسيو مارسيلو أليزوندو (بالإسبانية: Horacio Elizondo)‏، من مواليد 4 نوفمبر 1963 في كويملس في الأرجنتين، وهو حكم كرة قدم سابق. أدار عدة مباريات في كأس العالم 2006 منها المباراة الافتتاحية والنهائية التي فازت فيها إيطاليا للمرة الرابعة، وهو الحكم الذي طرد لاعب فرنسا زين الدين زيدان بسبب النطحة الشهيرة في النهائي. أنهى مسيرته التحكيمية في 10 ديسمبر 2006 في مباراة بوكا جونيورز ونادي لانوس.

## روابط خارجية
- هوراسيو إليزوندو على موقع Soccerway.com (الإنجليزية)